# 福岡県就労支援協同組合
福岡県就労支援協同組合とは、日本初の就労支援協同組合であり、就労支援団体の相互連携を手伝う事や情報共有や疑問の解消サポートするために設立された団体である。

## 概要
福岡県就労支援協同組合は、2019年(平成31年)3月に福岡県の認可を受け、障がい者の就労を支援する相互扶助の精神により設立された日本初の就労支援協同組合である。
福岡県内の障がい者支援施設の「在るべき姿」を県内の情報交換と議論を通じて熟考し政策提言につなげることを目的とし、また各事業所の質の向上や障がい者の「労働の可能性」を拡大し、エンパワメントを図ることを設立趣旨とし県内の事業所に賛同を受けている。

## 沿革
- 2018年(平成30)年7月 - 福岡市内の就労支援施設運営会社代表や有識者が集い今後の障がい者就労支援事業の在り方や未来図を語る。その中で組合設立の必要用を再認識し設立準備を進める。[1][2]

2019年
- 4月24日 - 長きにわたり申請していた承認がおり「福岡県就労支援協同組合」設立許可が行政より降りる（許可番号㉛中小第１９４号)[3]

- 5月9日 - 同組合設立。[4]

- 7月6日 - 設立後の初のセミナーとして宮地真一氏による「簡単記憶法セミナー」を開催する。

- 7月17日 - 福岡県吉塚合同庁舎にてパーソルチャレンジ株式会社主催、福岡県就労支援協同組合後援での「福岡県障がいのある人のための就職合同説明会」を開催。[5]